# Coninckia brevis
Coninckia brevis is een rondwormensoort uit de familie van de Coninckiidae. De wetenschappelijke naam van de soort is voor het eerst geldig gepubliceerd in 1993 door Bussau.